# Simões Filho
Simões Filho è un comune del Brasile nello Stato di Bahia, parte della mesoregione Metropolitana de Salvador e della microregione di Salvador.
Fa parte della Regione Metropolitana di Salvador.
Vi ha sede l'emittente Zeta TV.